# Isturgia contexta
Isturgia contexta là một loài bướm đêm trong họ Geometridae.